# سیارک ۹۲۸
سیارک ۹۲۸ (به انگلیسی: 928 Hildrun، نامگذاری:1920GP) نهصد و بیست و هشتمین سیارک کشف شده‌است که در ۲۳ فوریه ۱۹۲۰ و در هایدلبرگ کشف شد.
قدر مطلق سیارک برابر ۱۰٫۱۰ است.